# Kramer vs. Kramer
Kramer vs. Kramer is een Amerikaanse dramafilm uit 1979 onder regie van Robert Benton. Het scenario is gebaseerd op de gelijknamige roman uit 1977 van de Amerikaanse auteur Avery Corman.

## Verhaal
Ted Kramer is een zakenman die zijn werk belangrijker vindt dan zijn gezin. Zijn vrouw Joanna doet het huishouden en zorgt voor hun zoon Billy, maar ze heeft daar genoeg van en ze verlaat haar gezin. Ted is gedwongen voor zijn zoon en het huishouden te gaan zorgen. Anderhalf jaar later heeft Ted geleerd te leven met zijn nieuwe verantwoordelijkheden. Joanna keert dan echter terug om haar zoontje op te eisen. Ted weigert zijn zoon op te geven en het komt tot een rechtszaak om de voogdij.

## Rolverdeling
| Acteur             | Personage            |
| ------------------ | -------------------- |
| Dustin Hoffman     | Ted Kramer           |
| Meryl Streep       | Joanna Kramer        |
| Jane Alexander     | Margaret Phelps      |
| Justin Henry       | Billy Kramer         |
| Howard Duff        | John Shaunessy       |
| George Coe         | Jim O'Connor         |
| JoBeth Williams    | Phyllis Bernard      |
| Bill Moore         | Gressen              |
| Howard Chamberlain | Rechter Atkins       |
| Jack Ramage        | Spencer              |
| Jess Osuna         | Ackerman             |
| Nicholas Hormann   | Journalist           |
| Ellen Parker       | Lerares              |
| Shelby Brammer     | Secretaresse van Ted |
| Carol Nadell       | Mevrouw Kline        |

## Prijzen en nominaties
- 1980: Oscars
  - Gewonnen: Beste acteur (Dustin Hoffman)
  - Gewonnen: Beste vrouwelijke bijrol (Meryl Streep)
  - Gewonnen: Beste regisseur (Robert Benton)
  - Gewonnen: Beste bewerkte scenario (Robert Benton)
  - Gewonnen: Beste film
  - Genomineerd: Beste mannelijke bijrol (Justin Henry)
  - Genomineerd: Beste vrouwelijke bijrol (Jane Alexander)
  - Genomineerd: Beste camerawerk (Néstor Almendros)
  - Genomineerd: Beste montage (Gerald B. Greenberg)
- 1980: Golden Globes
  - Gewonnen: Beste dramafilm
  - Gewonnen: Beste acteur (Dustin Hoffman)
  - Gewonnen: Beste vrouwelijke bijrol (Meryl Streep)
  - Gewonnen: Beste scenario (Robert Benton)
  - Genomineerd: Beste regisseur (Robert Benton)
  - Genomineerd: Beste mannelijke bijrol (Justin Henry)
  - Genomineerd: Beste vrouwelijke bijrol (Jane Alexander)
  - Genomineerd: Rijzende ster (Justin Henry)
- 1981: BAFTA's
  - Genomineerd: Beste acteur (Dustin Hoffman)
  - Genomineerd: Beste actrice (Meryl Streep)
  - Genomineerd: Beste regisseur (Robert Benton)
  - Genomineerd: Beste montage (Gerald B. Greenberg)
  - Genomineerd: Beste film (Stanley R. Jaffe)
  - Genomineerd: Beste scenario (Robert Benton)